# Aulacophora macropus
Aulacophora macropus es un coleóptero de la familia Chrysomelidae.
Fue descrita científicamente por primera vez en 1855 por Montrouzier.